# Arthur Endrèze
Arthur Endrèze est un artiste lyrique (baryton) né le 28 novembre 1893 à Chicago et mort le 15 avril 1975 dans la même ville.